# Bigelbach
Bigelbach (en luxemburguès: Bigelbaach; en alemany: Bigelbach) és una vila de la comuna de Reisdorf situada al districte de Diekirch del cantó de Diekirch. Està a uns 30 km de distància de la ciutat de Luxemburg.

## Geografia
Bigelbach limita al nord-est pel Sauer, un afluent del Mosel·la, que forma aquí la frontera amb Alemanya.